# Gekkengraaf (Sevenum)
De Gekkengraaf is een - deels gegraven - waterloop die begint ten oosten van Sevenum in de Nederlandse provincie Limburg.
Van daar uit loopt ze eerst in noordelijke en vervolgens in oostelijke richting en neemt een meer natuurlijke, meanderende loop aan. Uiteindelijk verenigt ze zich, tussen Grubbenvorst en Houthuizen, met de Broekloop om de Molenbeek van Lottum te vormen.
De lengte van de Gekkengraaf is ongeveer 10 km.

## Trivia
De waterloop is waarschijnlijk vernoemd naar Franz Clemens von Fürstenberg (1755-1827), de laatste kasteelheer van Huys ter Horst in Horst. Hij had als bijnaam "De Gekke Graaf''. 